# Lomaspilis andrearia
Lomaspilis andrearia là một loài bướm đêm trong họ Geometridae.